# Золотарівка (Охтирський район)
Золотарі́вка — село в Україні, у Тростянецькій міській громаді Охтирського району Сумської області. Населення становить 100 осіб. Колишній орган місцевого самоврядування — Мартинівська сільська рада.
Після ліквідації Тростянецького району 19 липня 2020 року село увійшло до Охтирського району.

## Географія
Село Золотарівка знаходиться на березі річки Олешня, вище за течією примикає село Артемо-Растівка, нижче за течією на відстані 1 км розташоване село Мартинівка. Поруч проходить автомобільна дорога Т 1913.

## Історія
За даними на 1864 рік у казенному та власницькому селі Олешанської волості Лебединського повіту Харківської губернії мешкало 14 осіб (6 чоловічої статі та 8 — жіночої).

## Люди
В селі народився Лапін Віктор Іванович (1923—1984) — український радянський художник.